# Evoluzione del campionato italiano di football americano

## Livelli

### I livello

#### Maschile
| Lega Italiana Football (1980)                        | 1980                                                         |
| Associazione Italiana Football americano (1981-1983) | 1981 · 1982 · 1983                                           |
| Serie A (1984-1987)                                  | 1984 · 1985 · 1986 · 1987                                    |
| Serie A1 (1988-1994)                                 | 1988 · 1989 · 1990 · 1991 · 1992 · 1993 · 1994               |
| Golden League (1995-2003)                            | 1995 · 1996 · 1997 · 1998 · 1999 · 2000 · 2001 · 2002 · 2003 |
| Serie A (2004-2005)                                  | 2004 · 2005                                                  |
| Serie A1 (2006-2007)                                 | 2006 · 2007                                                  |
| Italian Football League (2008-2013)                  | 2008 · 2009 · 2010 · 2011 · 2012 · 2013                      |
| Prima Divisione (dal 2014)                           | 2014 · 2015 · 2016 · 2017 · 2018 · 2019 · 2020 · 2021        |

#### Femminile
| CIFAF (dal 2013) | 2013 · 2014 · 2015 · 2016 · 2017 · 2018 · 2019 |

### II livello
| Serie B (1984-1987)                          | 1984 · 1985 · 1986 · 1987                             |
| Serie A2 (1988-1994)                         | 1988 · 1989 · 1990 · 1991 · 1992 · 1993 · 1994        |
| Silver League (1995-1997)                    | 1995 · 1996 · 1997                                    |
| Winter League (1998-2001)                    | 1998 · 1999 · 2000 · 2001                             |
| Silver League (2002-2003)                    | 2002 · 2003                                           |
| Serie B (2004-2005)                          | 2004 · 2005                                           |
| Serie A2 (2006-2007)                         | 2006 · 2007                                           |
| Lega Nazionale American Football (2008-2013) | 2008 · 2009 · 2010 · 2011 · 2012 · 2013               |
| Seconda Divisione (dal 2014)                 | 2014 · 2015 · 2016 · 2017 · 2018 · 2019 · 2020 · 2021 |

### III livello
| Serie C (1985-1987)                                     | 1985 · 1986 · 1987                             |
| Serie B (1988-1994)                                     | 1988 · 1989 · 1990 · 1991 · 1992 · 1993 · 1994 |
| Winter League (1995-1997)                               | 1995 · 1996 · 1997                             |
| North Central Conference (2000-2001)                    | 2000 · 2001                                    |
| North Central Conference Northwestern Conference (2002) | 2002                                           |
| Nine League (2003)                                      | 2003                                           |
| Serie C (2004-2005)                                     | 2004 · 2005                                    |
| Serie B (2006-2007)                                     | 2006 · 2007                                    |
| Nine League (2008)                                      | 2008                                           |
| Arena League (2009)                                     | 2009                                           |
| Campionato italiano football a 9 (2010-2013)            | 2010 · 2011 · 2012 · 2013                      |
| Terza divisione (2014-2018)                             | 2014 · 2015 · 2016 · 2017 · 2018               |
| Campionato italiano football a 9 (dal 2019)             | 2019 · 2020 · 2021                             |

### IV livello
| Serie C (1992)                 | 1992 |
| Northwestern Conference (2003) | 2003 |
| Serie C (2006)                 | 2006 |

### Tornei EPS

#### AICS
| Tornei a 8 (dal 2018) | 2018 · 2019 |

| Tornei a 5 (dal 2018) | 2018 · 2019 |

#### CSI
| Tornei a 7 (dal 2017) | 2017 · 2018 · 2019 |

| Tornei a 5 (dal 2018) | 2018 · 2019 |

## Cronistoria

### Le origini
| I livello | Lega Italiana Football |

| I livello | Lega Italiana Football | Associazione Italiana Football Americano |

| I livello | Associazione Italiana Football Americano |

| I livello  | Serie A |
| II livello | Serie B |

| I livello   | Serie A |
| II livello  | Serie B |
| III livello | Serie C |

### L'ascesa e il declino della FIAF
| I livello   | Serie A1 |
| II livello  | Serie A2 |
| III livello | Serie B  |

| I livello   | Serie A1 |
| II livello  | Serie A2 |
| III livello | Serie B  |
| IV livello  | Serie C  |

| I livello   | Serie A1 |
| II livello  | Serie A2 |
| III livello | Serie B  |

| I livello   | Golden League |
| II livello  | Silver League |
| III livello | Winter League |

| I livello   | Golden League | AFP-IFL |
| II livello  | Silver League |         |
| III livello | Winter League |         |

| I livello  | Golden League | IFL |
| II livello | Winter League |     |

| I livello  | Golden League |
| II livello | Winter League |

| I livello   | Golden League |
| II livello  | Winter League |
| III livello | NCC           |

| I livello   | Golden League | 5MTF |
| II livello  | Winter League |      |
| III livello | NCC           |      |

| I livello   | Golden League | Arena League |
| II livello  | Silver League |              |
| III livello | NCC+NWC       |              |

### NFL Italia e la scissione federale
| I livello   | Golden League | Eleven League  | 5MTF | Sunrise League | NWC | Penisola Bowl |
| II livello  | Silver League | Fivemen League |      |                |     |               |
| III livello | Nine League   |                |      |                |     |               |
| IV livello  | NWC           |                |      |                |     |               |

| I livello   | Serie A | Campionato FIDAF |
| II livello  | Serie B |                  |
| III livello | Serie C |                  |

| I livello   | Serie A1 |
| II livello  | Serie A2 |
| III livello | Serie B  |
| IV livello  | Serie C  |

| I livello   | Serie A1 |
| II livello  | Serie A2 |
| III livello | Serie B  |

### La nascita di IFL, LENAF e FIF e la fine di NFL Italia
| I livello   | Italian Football League          | Serie A |
| II livello  | Lega Nazionale American Football | Serie B |
| III livello | Nine League                      |         |

| I livello   | Italian Football League          | Golden League |
| II livello  | Lega Nazionale American Football | Silver League |
| III livello | Arena League                     |               |

| I livello   | Italian Football League          | Golden League |
| II livello  | Lega Nazionale American Football | Silver League |
| III livello | CIF9                             |               |

| I livello   | Italian Football League          | Golden League |
| II livello  | Lega Nazionale American Football |               |
| III livello | CIF9                             |               |

### L'avvento del football femminile
| I livello           | Italian Football League          | Golden League |
| I livello femminile | CIFAF                            |               |
| II livello          | Lega Nazionale American Football |               |
| III livello         | CIF9                             |               |

| I livello           | Prima Divisione   | Golden League |
| I livello femminile | CIFAF             |               |
| II livello          | Seconda Divisione |               |
| III livello         | Terza Divisione   |               |

### La fine di FIF e la nascita di IAAFL
| I livello           | Prima Divisione   | Spring League |
| I livello femminile | CIFAF             |               |
| II livello          | Seconda Divisione |               |
| III livello         | Terza Divisione   |               |

### La normalizzazione dei rapporti e la nascita dei tornei amatoriali ufficiali
| I livello           | Prima Divisione   |               |              |
| I livello femminile | CIFAF             |               |              |
| II livello          | Seconda Divisione |               |              |
| III livello         | Terza Divisione   |               |              |
| EPS                 |                   | Spring League | CSI 7-League |

| I livello           | Prima Divisione   |               |               |              |           |
| I livello femminile | CIFAF             |               |               |              |           |
| II livello          | Seconda Divisione |               |               |              |           |
| III livello         | Terza Divisione   |               |               |              |           |
| EPS                 |                   | Spring League | Winter League | CSI 7-League | CSI 5-Men |

| I livello           | Prima Divisione   |               |               |              |           |
| I livello femminile | CIFAF             |               |               |              |           |
| II livello          | Seconda Divisione |               |               |              |           |
| III livello         | CIF9              |               |               |              |           |
| EPS                 |                   | Spring League | Winter League | CSI 7-League | CSI 5-Men |

### Dal 1980 a oggi
|                     | 1980 | 1981-83 | 1984    | 1985-87 | 1988-91  | 1992     | 1993-94  | 1995-97       | 1998-2000     | 2001          | 2002          | 2003          | 2004-05 | 2006     | 2007     | 2008        | 2009         | 2010-12 | 2013  | 2014-18           | dal 2019          |
| ------------------- | ---- | ------- | ------- | ------- | -------- | -------- | -------- | ------------- | ------------- | ------------- | ------------- | ------------- | ------- | -------- | -------- | ----------- | ------------ | ------- | ----- | ----------------- | ----------------- |
|                     | LIF  | AIFA    | AIFA    | AIFA    | FIAF     | FIAF     | FIAF     | FIAF          | FIAF          | FIAF          | FIAF          | NFLI          | NFLI    | NFLI     | NFLI     | FIDAF       | FIDAF        | FIDAF   | FIDAF | FIDAF             | FIDAF             |
| I livello           | LIF  | AIFA    | Serie A | Serie A | Serie A1 | Serie A1 | Serie A1 | Golden League | Golden League | Golden League | Golden League | Golden League | Serie A | Serie A1 | Serie A1 | IFL         | IFL          | IFL     | IFL   | Prima Divisione   | Prima Divisione   |
| I livello femminile |      |         |         |         |          |          |          |               |               |               |               |               |         |          |          |             |              |         | CIFAF | CIFAF             | CIFAF             |
| II livello          |      |         | Serie B | Serie B | Serie A2 | Serie A2 | Serie A2 | Silver League | Winter League | Winter League | Silver League | Silver League | Serie B | Serie A2 | Serie A2 | LENAF       | LENAF        | LENAF   | LENAF | Seconda Divisione | Seconda Divisione |
| III livello         |      |         |         | Serie C | Serie B  | Serie B  | Serie B  | Winter League |               | Serie C       | NCC+NWC       | Nine League   | Serie C | Serie B  | Serie B  | Nine League | Arena League | CIF9    | CIF9  | Terza Divisione   | CIF9              |
| IV livello          |      |         |         |         |          | Serie C  |          |               |               |               |               | NWC           |         | Serie C  |          |             |              |         |       |                   |                   |